# Patrick McAuliffe
Patrick McAuliffe (* 1. August 1914 im County Cork; † 13. Oktober 1989) war ein irischer Politiker der Irish Labour Party. Von 1944 bis 1969 war er Teachta Dála (Abgeordneter) im Dáil Éireann, dem irischen Unterhaus.

## Biografie
Patrick McAuliffe betätigte sich als Landwirt, bevor er Politiker wurde. Er wurde zunächst in den Cork County Council gewählt. Erfolglos versuchte er, bei den Wahlen 1943 für den Wahlkreis Cork North in den Dáil einzuziehen. Bei den nachfolgenden Wahlen 1944 war er dann erfolgreich und konnte diesen Sitz bei den Wahlen 1948, 1951, 1954 und 1957 halten. Als er wegen des Neuzuschnitts der Wahlkreise bei den Wahlen 1961 im Wahlkreis Cork North-East antreten musste, konnte er weiterhin den Sitz verteidigen. Dies gelang ihm auch noch bei den nachfolgenden Wahlen 1965, nicht mehr jedoch bei den Wahlen zum Dáil Éireann 1969. Dann trat er nicht mehr zu Wahlen an.